# متحف غرمان بن يحي
متحف غرمان بن يحي أحد متاحف منطقة عسير جنوب المملكة العربية السعودية، يقع المتحف في محافظة النماص، أسسه غرمان بن يحيى محمد الشهري، بُني المتحف على الطراز والعمارة الجنوبية.

## أجزاء المتحف
يتكون متحف غرمان بن يحيى من قاعة واحدة خصصت للتراث وقاعة للضيافة، وقد قسمت القاعة إلى أركان الركن الأول يتكون من الأواني المنزلية، والركن الثاني أدوات الضيافة، والركن الثالث الأسلحة، والركن الرابع الصوف والخوص، والركن الخامس الجلديات، والركن السادس ركن الملابس النسائية والرجالية، والركن السابع ركن الأدوات الخشبية، والركن الثامن ركن الأدوات الحجرية.